# Sint-Annakapel (Oudergem)

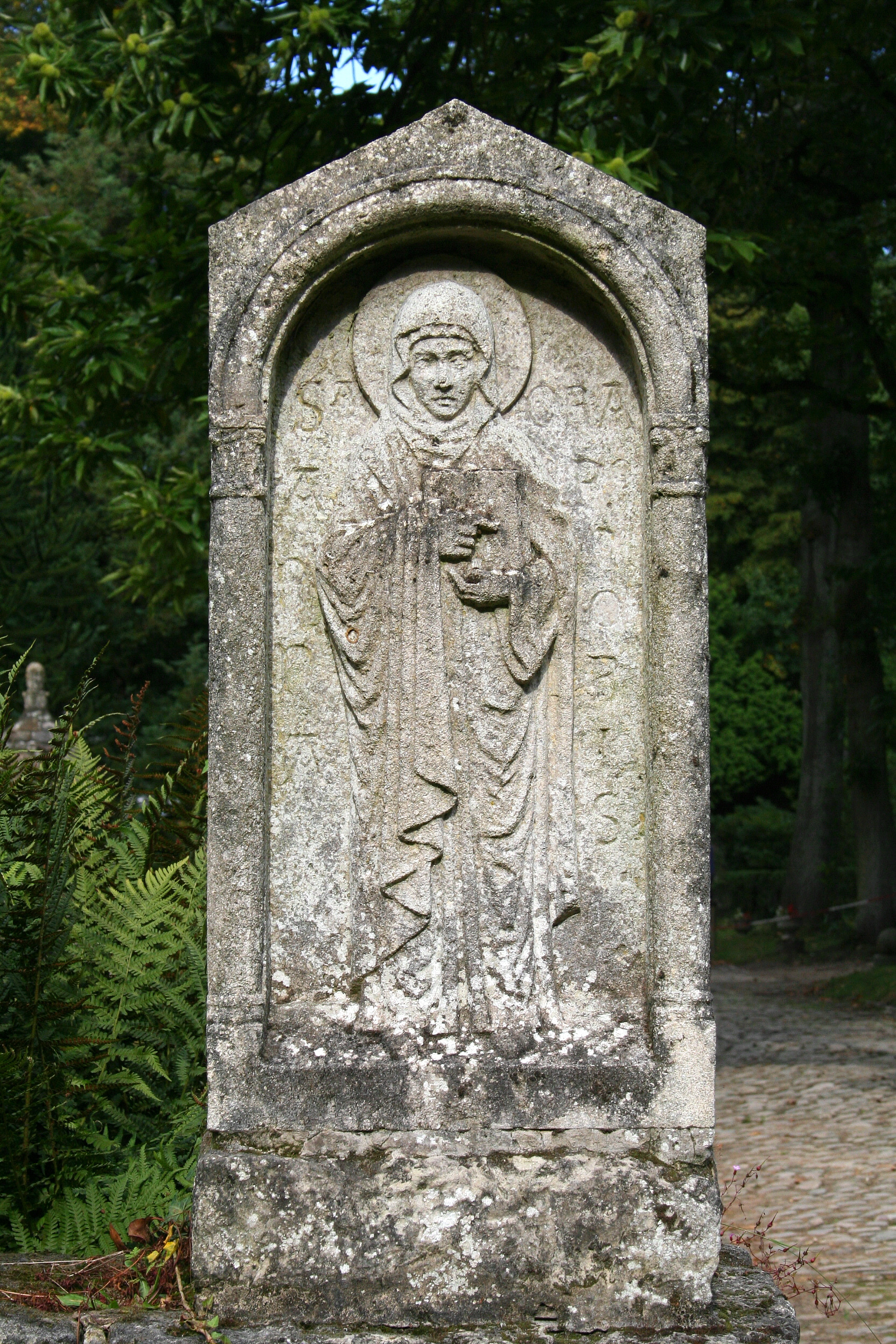
Bas reliëf van Sinte Anna, op de omheiningsmuur rond de kapel.

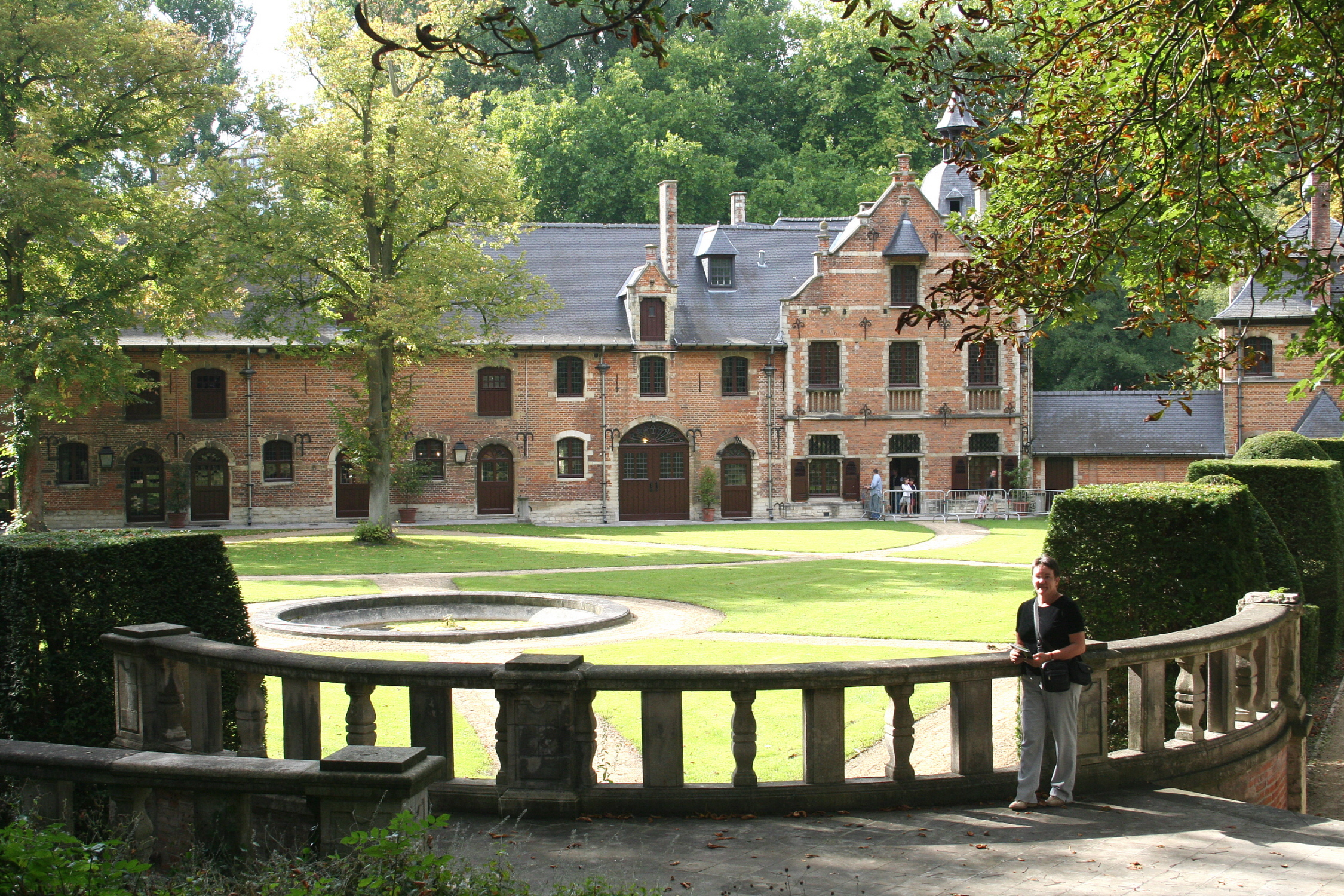
De zogenaamde priorij van Hertoginnedal, een reconstructie door Albert Roosenboom waarin een aantal oude bijgebouwen geïntegreerd zijn (1915).

De Sint-Annakapel (Frans: Chapelle Sainte-Anne) is een romaanse kapel op een heuvel in de Woluwevallei, in de Brusselse gemeente Oudergem. De eenvoudige kapel is een van de weinige Romaanse bouwwerken in België die hun oorspronkelijke aanzicht hebben bewaard.

## Geschiedenis
De Sinte Anna Capelle was oorspronkelijk privé-eigendom van de hertogen van Brabant. Een stenen hoofdje boven de ingang getuigt hier nog van. Ze werd gebouwd in de 11de eeuw ter vervanging van een houten gebedshuis. Rond 1250 werd een klokkentoren aangebouwd, fors genoeg om in geval van nood bescherming te bieden.
In 1262 besliste hertogin Aleidis om een dominicanessenpriorij te stichten. Ze deed dit in de onmiddellijke omgeving van de kapel. Enige tijd later stond hertog Jan II van Brabant de kapel af aan de Predikherenzusters van de priorij (1307).
De kapel deed dienst als parochiekerk van Oudergem. Het was ook een populair bedevaartsoord. Men riep er de heilige Anna aan om onvruchtbaarheid en huidziekten te genezen. Door de godsdiensttroebelen werd ze enige tijd verlaten. Na de oprichting van het aartsbisdom Mechelen werd het weer een kapel, afhankelijk van de Sint-Clemenskerk in Watermaal.
Het gemeentebestuur besliste een nieuwe dorpskerk te bouwen en de kapel werd in 1843 ontwijd. In de daaropvolgende jaren werd ze gebruikt als boerderij. Daar kwam door toedoen van de familie Madoux een einde aan: zij kocht de kapel op in 1902. De aanbouwsels van de deelpachter werden verwijderd. Baron Charles Dietrich privatiseerde de toegangsweg en voegde het gebied bij het domein van Hertoginnedal (1908). Na een restauratie onder leiding van kanunnik Raymond Lemaire werd ze door kardinaal Mercier weer ingewijd (1917).
In 1930 ging de kapel behoren tot de Koninklijke Schenking als onderdeel van het domein Hertoginnedal. Pastoor Adolphe Mignot droeg er nog vele decennia lang de mis op.

## Beschrijving
Binnen de kapel staan houten standbeelden van Sint-Anna en Sint-Rochus. Onder pastoor Mignot werd het interieur verrijkt met talrijke kerkschatten.
Vroeger stond er een prachtig gepolychromeerd retabel, dat zich nu in het Koninklijk Museum voor Kunst en Geschiedenis bevindt. Het vertelt over het leven van Anna, die wordt voorgesteld met haar zoon Jezus en haar dochter.

## Toegankelijkheid
De kapel en de tuinen van Hertoginnedal zijn beperkt toegankelijk voor het publiek. Op aandringen van de gemeente laat de Dienst Protocol van Buitenlandse Zaken bezoek toe op zaterdagen en tijdens de zomermaanden (behalve bij evenementen).

## Voetnoten
1. ↑  Besluit van de Brusselse Hoofdstedelijke Regering houdende instelling van de procedure tot bescherming als monument van de totaliteit van de Sint-Annakapel en als archeologische vindplaats van het oorspronkelijke dorp van Oudergem, gelegen in de onmiddellijke omgeving van de kapel op het domein van Hertoginnedal, gelegen Vorstlaan 259, Hertoginnedal 1A, 3, 4 en Priorijdreef 2 te Oudergem (19/12/2000) ; Besluit van de Brusselse Hoofdstedelijke Regering tot bescherming als monument van de totaliteit van de Sint-Annakapel en als archeologische vindplaats van het oorspronkelijke dorp van Oudergem, gelegen in de onmiddellijke omgeving van de kapel op het domein van Hertoginnedal, gelegen Vorstlaan 259, Hertoginnedal 1A, 3, 4 en Priorijdreef 2 te Oudergem (22/11/2001) (pdf)
2. ↑  R. Lemaire, La chapelle Sainte-Anne au château de Val-Duchesse, Brussel, Vromant, 1918
3. ↑  De schenkingsakte vermeldt de naam van de toenmalige priester, Egidius: de altari, cui deservit dominus Egidius presbyter in ecclesia de Oudergem
4. ↑  202.Valduc (rue). Hertogendal. +/-900 m.. Gearchiveerd op 12 september 2014. Geraadpleegd op 11 september 2014).
5. ↑  La Chapelle Sainte-Anne (bezocht op 12 september 2014)
6. ↑  Louis Schreyers, Retabel van de Sint-Annakapel (bezocht op 11 september 2014)